# Galeria portretów biskupów krakowskich

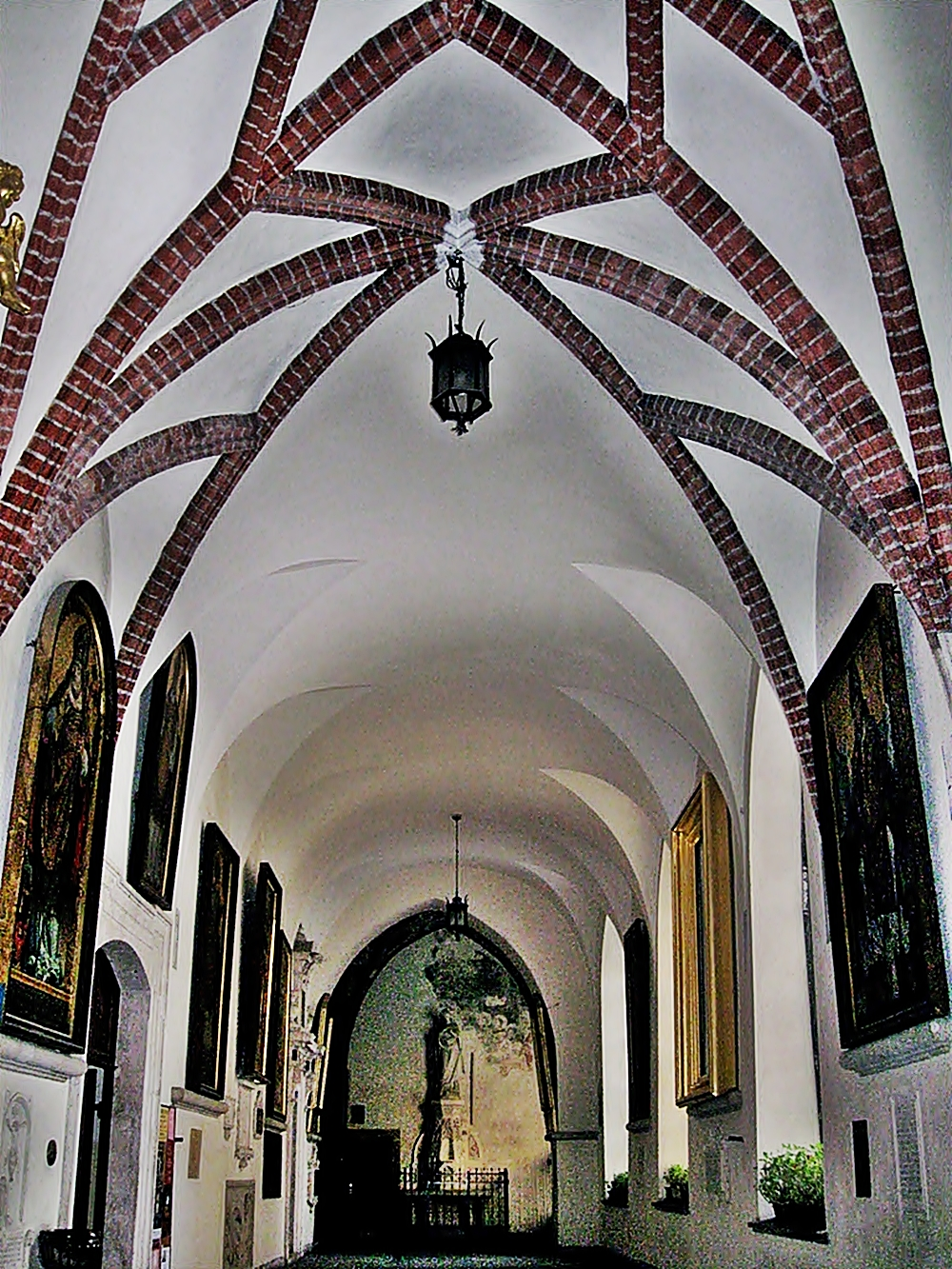
Krużganek klasztorny z obrazami

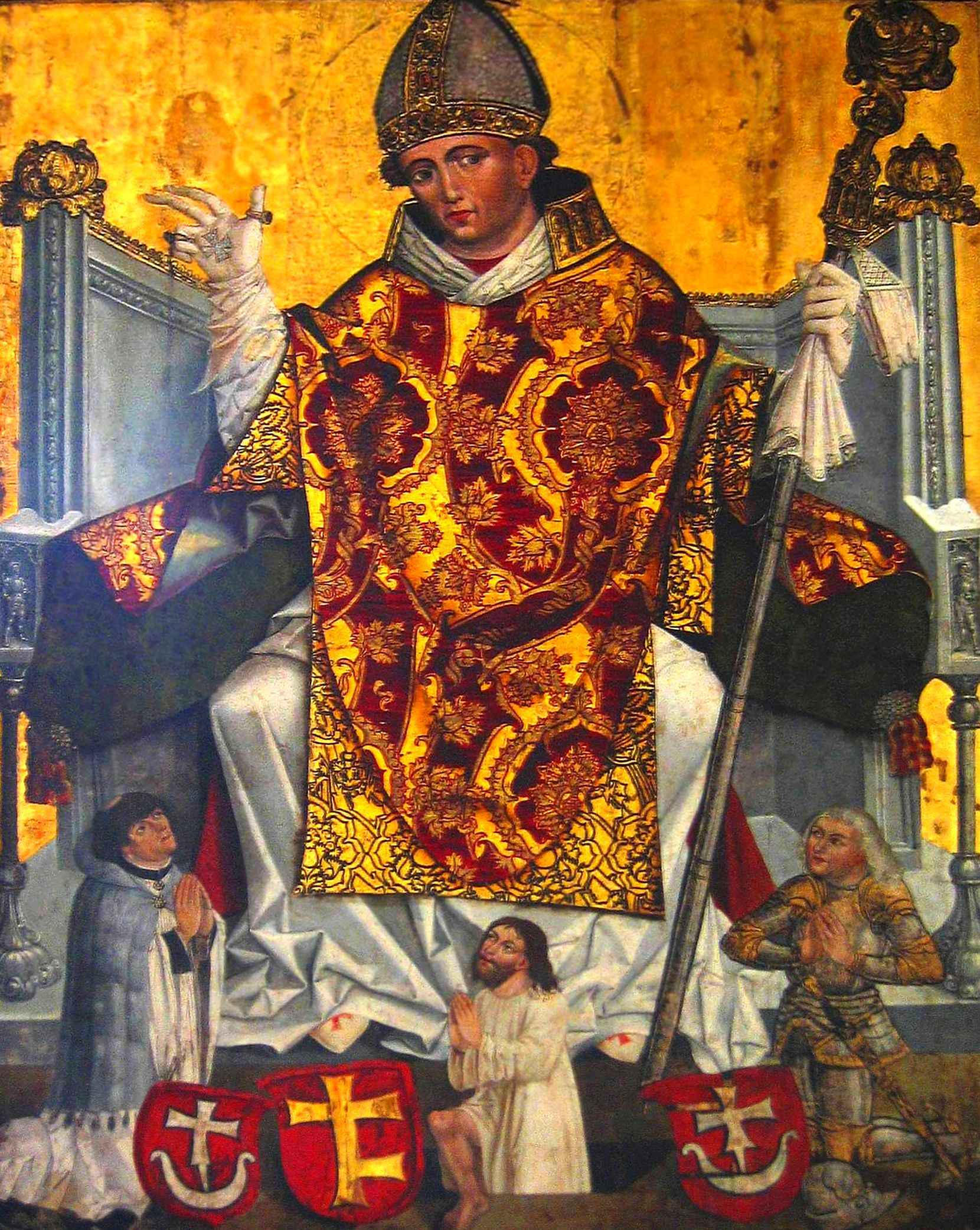
Portret św. Stanisława ze Szczepanowa z galerii biskupów krakowskich.

Galeria portretów biskupów krakowskich – galeria znajdująca się w krużgankach i innych pomieszczeniach klasztoru franciszkanów w Krakowie, obejmująca kilkadziesiąt malowideł ściennych i obrazów wykonanych w okresie od XV wieku do 2005 roku i przedstawiających portrety biskupów Krakowa.

## Geneza
Według tradycji powstanie galerii biskupów krakowskich w krużgankach franciszkańskich wiąże się z kanonizacją św. Stanisława ze Szczepanowa, która miała miejsce w dolnej bazylice św. Franciszka w Asyżu (1253). Posłowie polscy zobowiązali się, że każdy nowy biskup ordynariusz krakowski będzie posyłał do bazyliki w Asyżu, na pamiątkę tej kanonizacji, swój portret i 100 sztuk złota. Umowa została jednak zmieniona: w zamian za srebrną, trzyłokciową figurę św. Franciszka, krakowski konwent franciszkański przejmował prawo do owych portretów.
Inna wersja widzi genezę portretów z wpływami włoskimi i niemieckimi, bądź z faktem ofiarowania przez franciszkanów biskupom krakowskim gruntów pod budowę pałacu biskupiego w zamian za co ci zobowiązali się przekazywać franciszkanom swe portrety.
Początkowo portrety malowano na ścianach, jeden obok drugiego, na polach arkad krużganków. Zaczynały się od biskupa Rachelina, a kończyły na kardynale Fryderyku Jagiellończyku. Z 34 ściennych malowideł do dziś zachowało się 13.
Jednolitość stylu tych portretów wskazuje na jednego nieznanego autora.
Drugą część galerii biskupów krakowskich stanowią portrety malowane na deskach i płótnach. Znajdują się w ramieniu południowym i zachodnim oraz w kaplicy Włoskiej. 
Najczęściej były one fundowane po śmierci biskupa przez krewnych, przyjaciół, następców lub egzekutorów testamentu. Wojny i pożary spowodowały uszczerbek kolekcji. Dziś tworzy ją 31 portretów, a ostatnim, umieszczonym 4 listopada 2005, jest portret Karola Wojtyły w stroju papieża Jana Pawła II. Brak portretu kardynała Franciszka Macharskiego.

## Rozmieszczenie portretów
- w starej zakrystii:

portret bpa Piotra Tomickiego autorstwa Stanisława Samostrzelnika

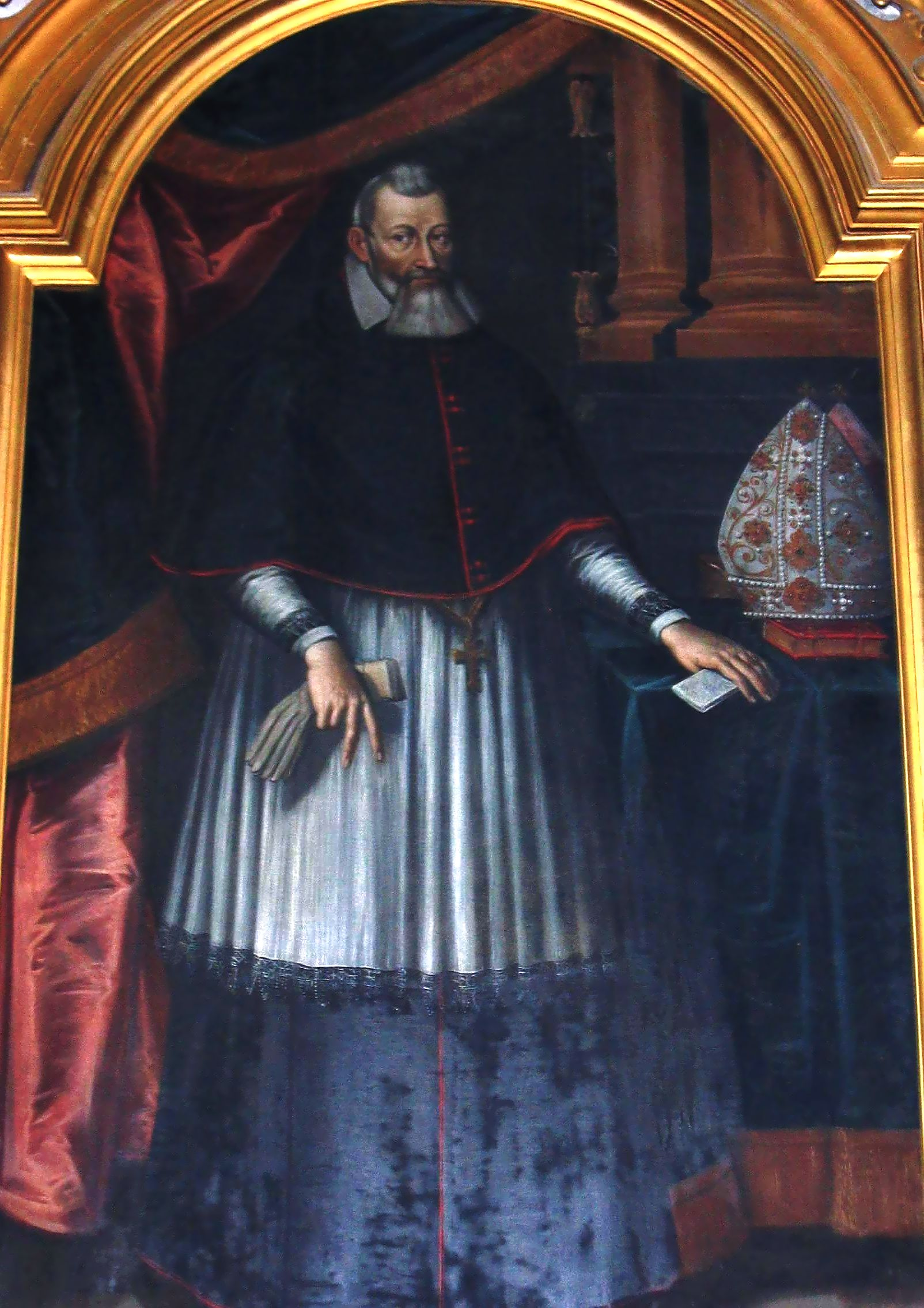
Portret bpa Marcina Szyszkowskiego.

  - kard. Adam Stefan Sapieha (1911-1951)
- we wschodnim ramieniu krużganków:
  - św. Stanisław (1072-1079)
  - bp. Karol Wojtyła (1964-1978), papież św. Jan Paweł II
  - bp Andrzej Zebrzydowski (1551-1560)
  - bp Piotr Myszkowski (1577-1591)
  - bp Jerzy Albrecht Denhoff (1701-1702)
  - bp Piotr Gamrat (1538-1545)
  - bp Filip Padniewski (1560-1572)
  - bp Jan Chojeński (1537-1538)
  - bp Piotr Tomicki (1523-1535)
  - bp Jan Latalski (1536-1537)
  - kard. Jerzy Radziwiłł (1591-1600)
- w południowym ramieniu krużganków:
  - bp Kajetan Ignacy Sołtyk (1759-1788)
  - kard. Jan Aleksander Lipski (1732-1746)
  - bp Jakub Zadzik (1635-1642)
  - bp Andrzej Lipski (1630-1631)
- w zachodnim ramieniu krużganków:
  - bp Andrzej Trzebicki (1658-1679)
  - bp Jan Małachowski (1681-1699)
  - bp Marcin Szyszkowski (1616-1630)
  - kard. Jan Albert Waza (1632–1634)
- w Sali Włoskiej (wschodnie skrzydło krużganków):
  - kard. Bernard Maciejowski (1600-1606)
  - bp Piotr Tylicki (1606-1616)
  - bp Piotr Gembicki (1642-1657)
  - bp Stanisław Kazimierz Dąmbski (1699-1700)
  - bp Konstanty Felicjan Szaniawski (1720-1732)
  - bp Andrzej Stanisław Załuski (1746-1758)
  - bp Feliks Turski (1790-1800)
  - kard. Jan Duklan Puzyna (1879-1894)
- w sali św. Franciszka w klasztorze:
  - kard. Albin Dunajewski (1879-1894)
  - bp Samuel Maciejowski (1546-1550)
  - bp Franciszek Krasiński (1572-1577)